# Wierczany (przystanek kolejowy)
Wierczany (ukr. Верчани, ros. Верчаны) – przystanek kolejowy w miejscowości Wierczany, w rejonie stryjskim, w obwodzie lwowskim, na Ukrainie. Położony jest na linii Tarnopol – Stryj.
Przed II wojną światową stacja kolejowa.